# Trasporti in Calabria

Posizione della regione

Il trasporto in Calabria si suddivide in diverse strade statali e provinciali. Vi è la presenza di un'unica autostrada, la A2 del Mediterraneo o Salerno-Reggio Calabria.

## Il sistema stradale e autostradale

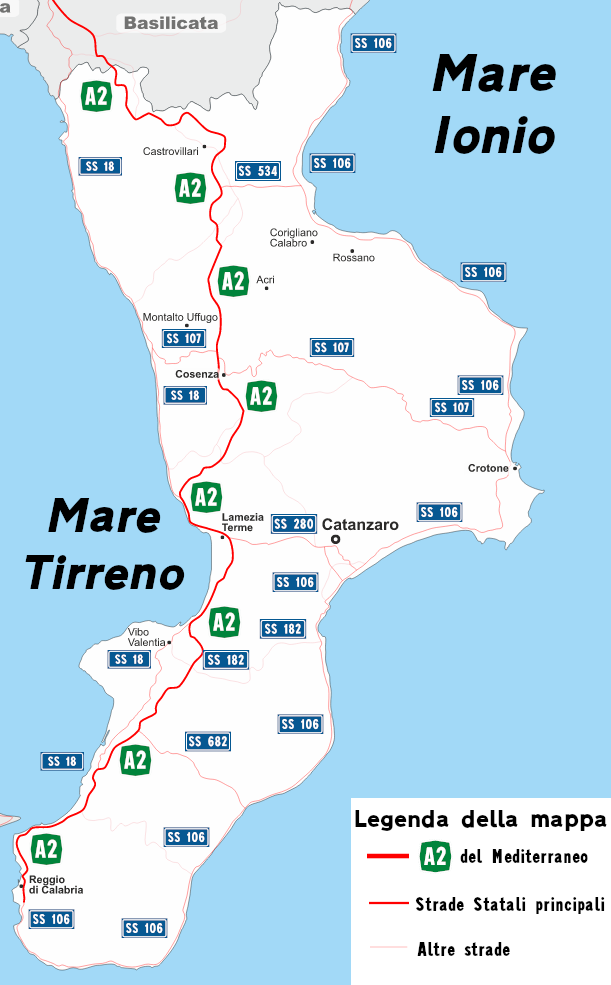
Mappa delle strade principali della Calabria. In rosso più scuro l'asse più importante della Calabria, e anche unica autostrada di tale regione, la A2 del Mediterraneo

### Gli assi longitudinali
Le principali infrastrutture stradali possono essere classificate in due gruppi separati, il primo comprendente le infrastrutture viarie che attraversano tutta la Calabria da nord a sud:
| Numero                                      | Denominazione e lunghezza tratto calabrese                       | Inizio                            | Fine                                             | Principali località attraversate nel tratto calabrese |
| ------------------------------------------- | ---------------------------------------------------------------- | --------------------------------- | ------------------------------------------------ | --- |
| Simbolo dell'Autostrada A2 del Mediterraneo | Autostrada A2 del Mediterraneo (278+400 km su 432+600 km totali) | Innesto sulla A30 presso Fisciano | Innesto sull'A2 dir RC presso Villa San Giovanni | Castrovillari, Montalto Uffugo, Rende, Cosenza, Lamezia Terme, Pizzo, Vibo Valentia, Mileto, Rosarno, Gioia Tauro, Palmi, Bagnara Calabra, Villa San Giovanni, Campo Calabro, Reggio Calabria      |
| SS 206                                      | Strada statale 106 Jonica (415,000 km su 491+000km totali)       | Taranto                           | Innesto sul RA4 presso Reggio Calabria           | Sibari, Corigliano-Rossano, Cirò Marina, Crotone, Catanzaro, Soverato, Locri, Siderno, Bovalino, Melito Porto Salvo, Reggio Calabria                                                               |
| SS 18                                       | Strada statale 18 Tirrena Inferiore (535,132 km)                 | Napoli                            | Reggio Calabria                                  | Praia a Mare, Scalea, Belvedere Marittimo, Cetraro, Paola, Amantea, Lamezia Terme, Pizzo, Vibo Valentia, Mileto, Rosarno, Gioia Tauro, Palmi, Bagnara Calabra, Villa San Giovanni, Reggio Calabria |

### Gli assi trasversali
Il secondo gruppo, comprende strade trasversali, che percorrono la regione dalla costa tirrenica a quella jonica (ovest-est) attraversando anche i principali promontori della regione, e sono:
| Numero   | Denominazione e lunghezza tratto calabrese                                                             | Inizio                               | Fine                                                      | Principali località attraversate nel tratto calabrese                                 |
| -------- | --- | ------------------------------------ | --------------------------------------------------------- | ------------------------------------------------------------------------------------- |
| SS 280   | Strada statale 280 dei Due Mari (28,000 km)                                                            | Innesto sull'A2 presso Lamezia Terme | Catanzaro                                                 | Marcellinara, Settingiano                                                             |
| SS 107   | Strada statale 107 Silana Crotonese (137,300 km)                                                       | Paola                                | Crotone                                                   | Rende, Cosenza, San Giovanni in Fiore, Crotone                                        |
| SS 283   | Strada statale 283 delle Terme Luigiane (52,477 km)                                                    | Guardia Piemontese                   | Spezzano Albanese                                         | Fagnano Castello, San Marco Argentano, Roggiano Gravina                               |
| SS 534   | Strada statale 534 di Cammarata e degli Stombi (21,305 km)                                             | Innesto sull'A2 presso Saracena      | Innesto sulla SS106radd presso Cassano all'Ionio          | Cassano all'Ionio, Sibari                                                             |
| SS 182   | Strada statale 182 delle Serre Calabre (91,720 km)                                                     | Vibo Marina                          | Soverato                                                  | (in corso di realizzazione e ultimazione la variante della "Trasversale delle Serre") |
| SS 682   | Strada statale 682 Jonio-Tirreno (42,300 km)                                                           | Innesto sull'A2 presso Rosarno       | Innesto sulla SS106 Var/B presso Marina di Gioiosa Ionica | Melicucco, Polistena, Cinquefrondi, Mammola, Gioiosa Ionica                           |
| SP 1, ex | Strada Provinciale 1, ex 111 - Strada statale 111 di Gioia Tauro e Locri (55 km)                       | Gioia Tauro                          | Locri                                                     | Taurianova, Cittanova                                                                 |
| SP 9, ex | Strada Provinciale ex 9, ex SS 110 - Strada statale 110 di Monte Cucco e di Monte Pecoraro (88,315 km) | Monasterace                          | Pizzo                                                     | Stilo, Caulonia (Ziia), Serra San Bruno                                               |

### In generale
Alcune di queste infrastrutture viarie sono in corso di ammodernamento. In generale il territorio regionale è attraversato da:
- circa 280 km di autostrada;
- circa 3.300 km di strade statali[2];
- circa 5.700 km di strade provinciali[2];
- circa 6.700 km di strade comunali[2].

La più importante infrastruttura è certamente l'Autostrada A2 del Mediterraneo, quella che più di altre ha influenzato le forme degli insediamenti urbani e territoriali da essa percorsa. Analizzando i vari e differenti contesti locali dello sviluppo di tutta la regione, i più significativi vengono solcati proprio dalla stessa, Il resto della regione, soprattutto gli insediamenti della fascia costiera ionica ma anche gli insediamenti della fascia tirrenica cosentina, soffrono molto la mancanza di un collegamento viario importante come l'A2. Da tale autostrada si diramano a pettine le principali vie di comunicazione stradale che solcano in modo trasversale la Calabria.
Le altre due infrastrutture longitudinali sono:
- la SS 18 Tirrena Inferiore, per quel che riguarda il versante tirrenico, una strada storicamente rilevante la cui gran parte delle funzioni di arteria di grande comunicazione sono state assorbite dalla A2; alla SS 18 viene affidato oggi, il semplice compito di collegare in maniera capillare i centri costieri più vicini per brevi tratti, senza dover necessariamente utilizzare l'autostrada;
- la SS 106 Jonica, per quel che riguarda la fascia ionica; il discorso è molto diverso relativamente al versante ionico, poiché esso registra ancora elevati gradi di congestionamento e di criticità, generati dal fatto che la SS 106 insieme alla SS 106 racc Jonica rappresenta l'unica arteria stradale dello ionio per gli spostamenti sulle medie distanze; la SS 106 infatti è l'unica arteria stradale che percorre la costa ionica calabrese fino a raggiungere Taranto attraversando la costa ionica lucana. Interessata da un'imponente fase di ammodernamento, che dovrebbe garantirgli una struttura autostradale, per una spesa totale che si aggira intorno a 1.500.000.000 euro, oggi la SS 106 si presenta come una strada di collegamento capillare fra tutti i centri sorti lungo la costa ionica È in costruzione dal 2020 una strada extraurbana principale di tipo B (Megalotto della SS106) che bypasserà i centri cittadini della costa jonica sino a innestarsi sulla SS 534 di Cammarata e degli Stombi al km 14 per rendere più scorrevole il traffico diretto dalla SS106 in A2.

A completare la rete stradale principale calabrese, troviamo gli otto assi trasversali, di cui sei molto rilevanti, quali:
- la strada statale 280 dei Due Mari che attraversa la piana di Lamezia Terme, solcando la vallata che segna la fine del massiccio della Sila e l'inizio di quello dell'Aspromonte, collegando Lamezia Terme con Catanzaro. È una strada di recente realizzazione che è interessata da una cospicua fase di urbanizzazione sia di tipo industriale e commerciale, che residenziale. L'infrastruttura solca un sistema insediativo interurbano di notevole dimensioni;
- la strada statale 107 Silana Crotonese che congiunge Paola a Crotone passando per Cosenza e attraversando tutto l'altipiano silano, è probabilmente la trasversale più importante della Calabria, non solo per la lunghezza (140 km circa), ma perché ha tolto dall'isolamento molti centri che gravitano sull'altipiano. Realizzata agli inizi degli anni settanta nel quadro di opere infrastrutturali da realizzare in Calabria, promossa dall'allora Ministro Giacomo Mancini, è una strada di grande comunicazione (SGC) a scorrimento veloce che attraversa tangenzialmente alcuni centri urbani della Sila, del Marchesato Crotonese e della Catena Costiera, mentre attraversa i centri abitati dei comuni di Spezzano della Sila e di Celico;
- la strada statale 283 delle Terme Luigiane, che inizia da Guardia Piemontese, attraversa trasversalmente la Sila Greca, fino a raggiungere la piana di Sibari e terminare a Spezzano Albanese. La SS 283 attraversa la catena costiera tirrenica, solca la valle del Savuto attraversando molti comuni. Termina nel centro della valle, e si congiunge con
- la strada statale 534 di Cammarata e degli Stombi, che parte dallo svincolo della A2 Firmo-Sibari-Saracena, passa da Spezzano Albanese congiungendosi con la SS 283, terminando sulla costa ionica dopo aver attraversato la piana di Sibari[3]. Le due SS congiunte formano il primo asse trasversale che si trova percorrendo la Calabria arrivando da Nord. In fase di costruzione vi è l'allacciamento tra il tratto già raddoppiato della SS534 e il tratto della SS106, ovvero il Megalotto della SS106 Jonica, che servirà ad assorbire il traffico e disagi creati dentro le cittadine attraversati dalla SS106 e SS534 e garantire un migliore flusso di corsie su carreggiate di tipo semi-autostradali.
- la strada statale 182 delle Serre Calabre "Trasversale delle Serre" è una infrastruttura in corso di realizzazione che collegherà Vibo Valentia a Soverato. Sarà una struttura che andrà a sostituire la già esistente SS 182, ma il tracciato sarà completamente ridefinito e riadagiato. La realizzazione di questa struttura avrà una valenza molto importante, in quanto collegherà i due centri turistici balneari più importanti della Regione, ovvero Soverato, che è sulla costa ionica, e Tropea (che dista poco da Vibo e che tramite adeguazioni dei collegamenti attuali, sarà adeguatamente collegata), sulla tirrenica, offrendo ai turisti la possibilità di visitare questi due centri turistici, percorrendo in pochi minuti (trenta minuti circa) il nuovo tratto stradale. L'importanza di questa infrastruttura è confermata anche dal fatto che essa è inserita fra le "cinque grandi opere da realizzare" da parte dell'ANAS. La nuova infrastruttura attraverserà anche un altro dei più importanti centri turistici regionali, Serra San Bruno, che annualmente conta migliaia di visitatori che raggiungono questo splendido paesino per visitarne la preziosa certosa. Tale arteria collegherà anche la A2 nei pressi dello svincolo di Vazzano;
- la strada statale 682 Jonio-Tirreno Marina di Gioiosa Ionica - Rosarno, che parte dalla Marina di Gioiosa Jonica dall'innesto con la SS106 var/B sino allo svincolo della A2 di Rosarno, fu realizzata agli inizi degli anni novanta con lo scopo di poter attraversare l'Aspromonte usufruendo di una infrastruttura moderna a scorrimento veloce. Per realizzarla furono necessari la realizzazione di numeri viadotti (uno dei quali è il secondo più lungo d'Italia) e di gallerie. Può essere considerata, come una degli ultimi importanti interventi infrastrutturali realizzati nella Regione, insieme al porto di Gioia Tauro e all'aeroporto di Crotone.

Di minore importanza invece sono:
- la strada statale 110 di Monte Cucco e di Monte Pecoraro, oggi Strada Provinciale 9, non più strada statale;
- la strada statale 111 di Gioia Tauro e Locri, anch'essa Strada Provinciale 1, non più strada statale.

## Il sistema ferroviario

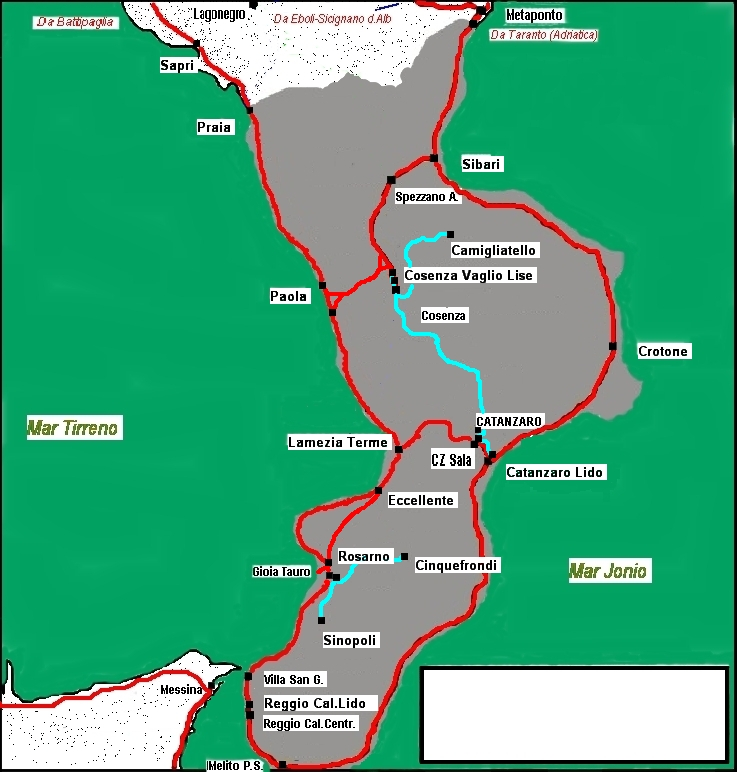
Rete ferroviaria della Calabria

La rete ferroviaria della Calabria, comprende sia linee a scartamento normale, tutte di proprietà dello Stato e gestite interamente da Rete Ferroviaria Italiana, società del gruppo Ferrovie dello Stato Italiane, che a scartamento ridotto di proprietà della Regione e gestite dalle Ferrovie della Calabria. Le ferrovie calabresi sono costituite dalle due dorsali tirrenica e jonica tra le quali insistono le trasversali (Paola-Cosenza/Cosenza-Sibari) e (Lamezia Terme-Catanzaro Lido). Molte linee, della rete a scartamento ridotto, sono state dismesse e quasi tutte smantellate, in gran numero tra gli anni sessanta, (ma altre fino quasi alle soglie degli anni novanta), perché poco competitive rispetto al trasporto su strada, quasi sempre un duplicato del percorso ferroviario o in quanto le esigenze economiche e industriali per cui erano nate, come il trasporto del legname dai boschi del Pollino e della Sila si erano ridotte o cessate del tutto. 
L'intera ferrovia Tirrenica Meridionale, attraversante l'intero territorio calabrese da nord a sud, è fondamentale perché costituisce parte dell'asse ferroviario europeo TEN-1 ed è essenziale per il trasporto proveniente dalla Sicilia o dal nord verso di essa.

## Il sistema portuale

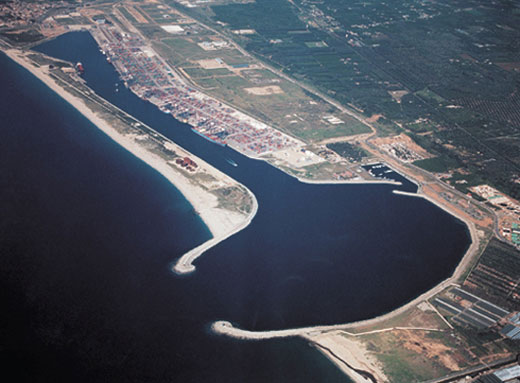
Porto di Gioia Tauro

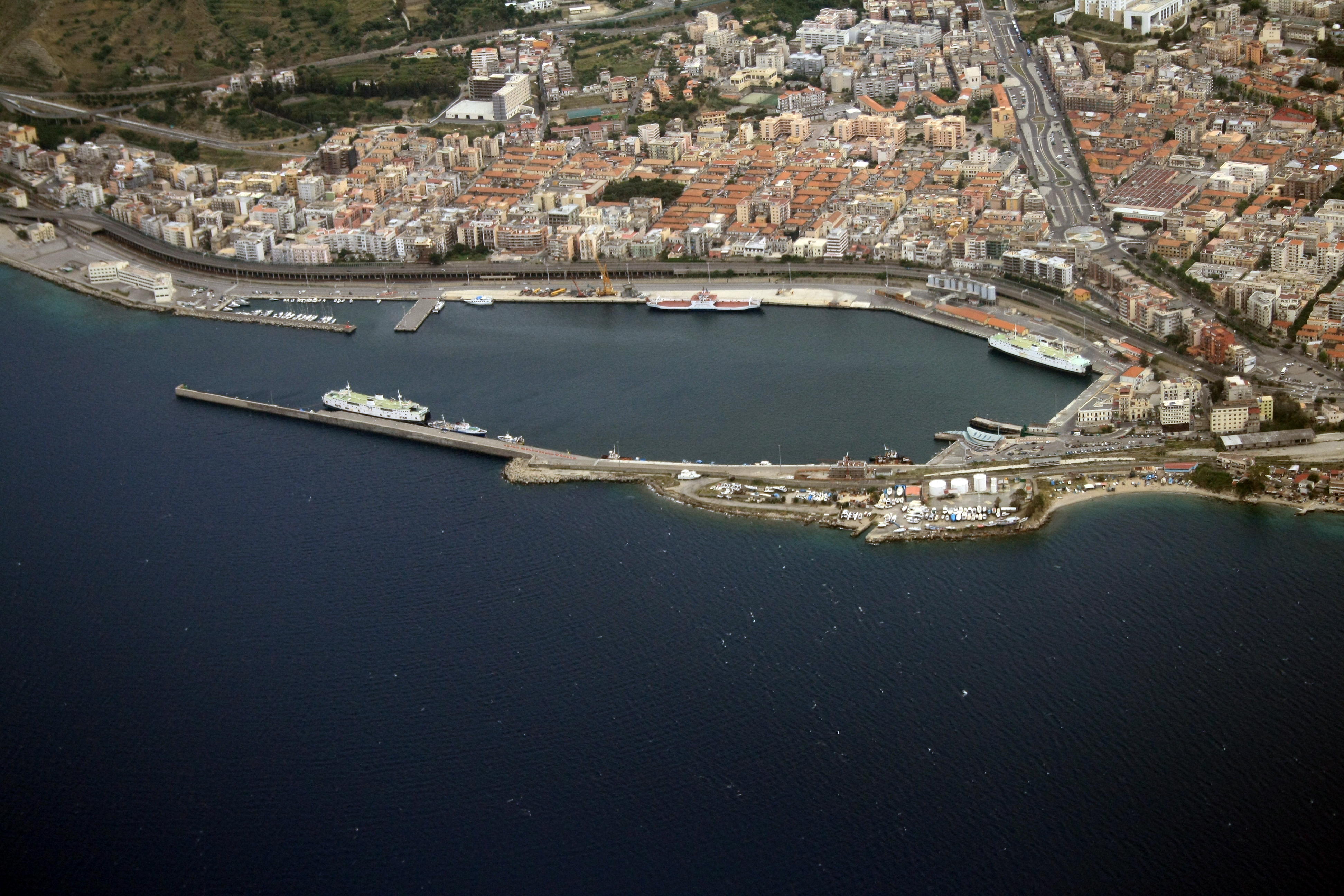
Porto di Reggio Calabria

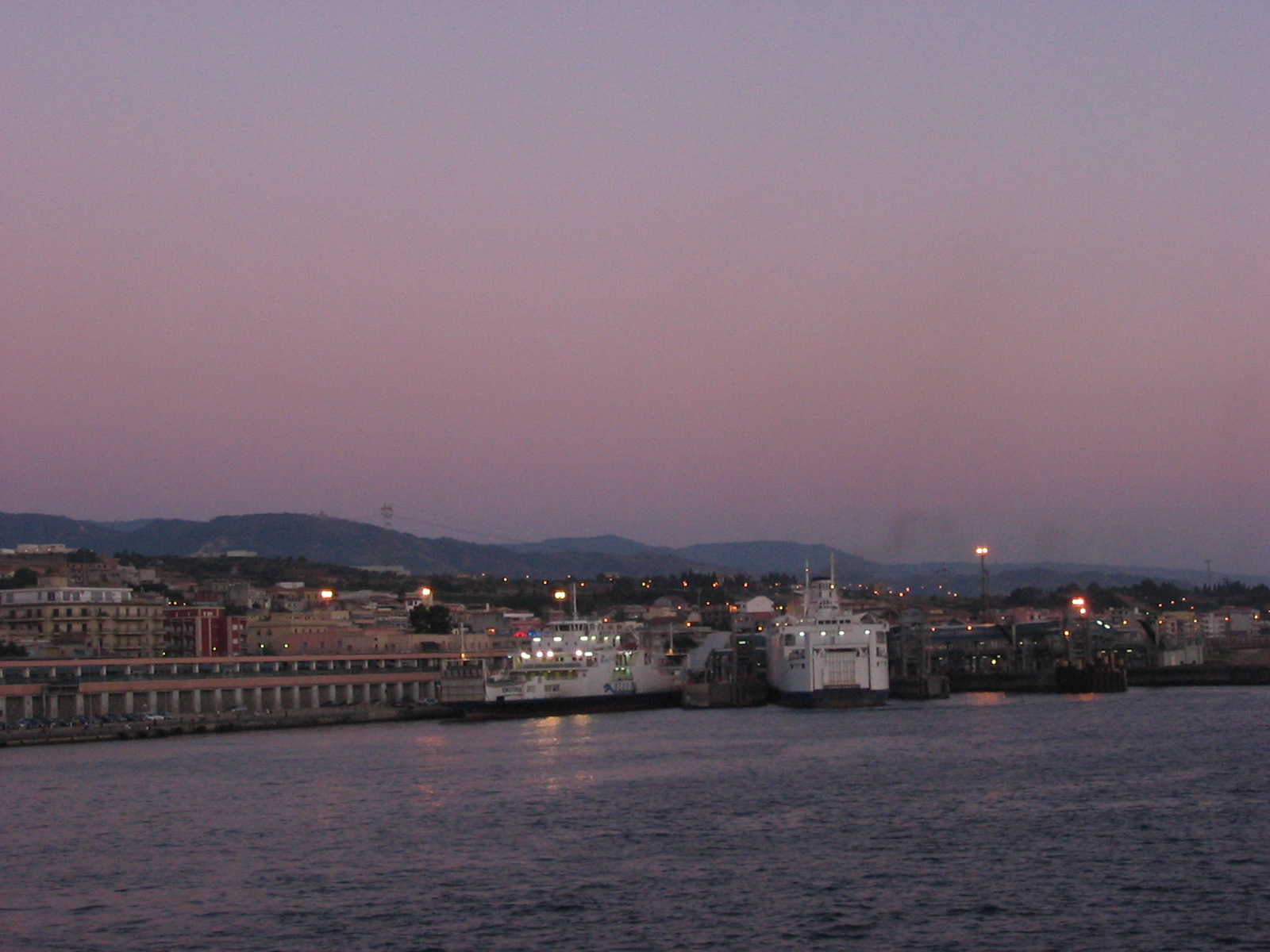
Porto di Villa San Giovanni

- Porto di Gioia Tauro (I classe): infrastruttura industriale ed è il più grande scalo commerciale del mediterraneo;
- Porto di Reggio Calabria (II classe): sede della direzione marittima della regione è un'infrastruttura a carattere commerciale/industriale con una parte dedicata alla nautica da diporto, è collegato prevalentemente con Messina, con le isole Eolie e con Malta. Con oltre 10 milioni di passeggeri trasportati all'anno, è il primo della regione e il secondo in Italia nel settore[5];
- Porto di Villa San Giovanni (II classe): è una struttura orientata esclusivamente ai trasporti, collega infatti il traffico ferroviario e il grande traffico stradale tra Calabria e Sicilia;
- Porto di Vibo Marina (II classe): a funzione turistica, commerciale e industriale;
- Porto di Crotone (II classe): con un bacino mercantile e uno per la pesca e il diporto;
- Porto di Corigliano Calabro (II classe): grande scalo, commerciale-peschereccio;
- Porto di Taureana di Palmi (II classe): scalo turistico peschereccio e porto rifugio della Costa Viola, sorge nel litorale della Tonnara;
- Porto di Catanzaro (IV classe): a funzione prevalentemente turistica;
- Porto di Cirò Marina (IV classe): scalo turistico peschereccio, è destinato alla pesca locale e al diporto;
- Porto di Tropea (IV classe): a funzione prevalentemente turistica;
- Porto di Cariati: Turistico e peschereccio;
- Porto di Roccella Ionica, porto di Scilla, porto di Isola di Capo Rizzuto e porto di Cetraro: a funzione turistica.

## Il sistema aeroportuale

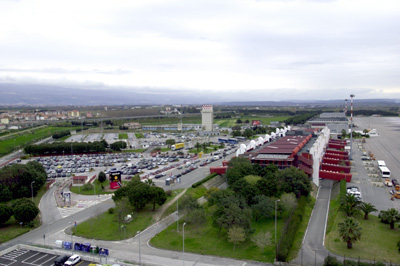
Aeroporto di Lamezia Terme

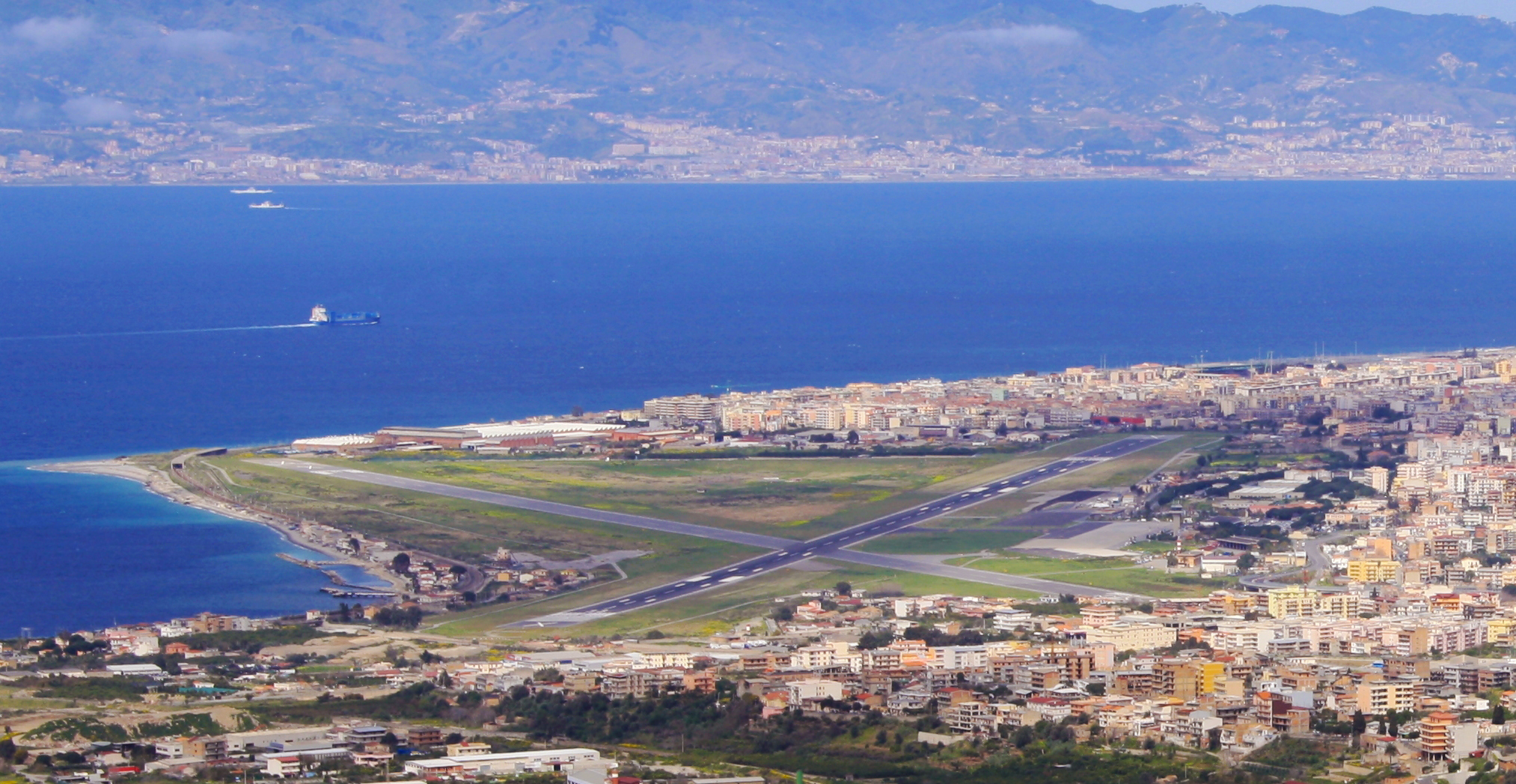
Aeroporto di Reggio Calabria

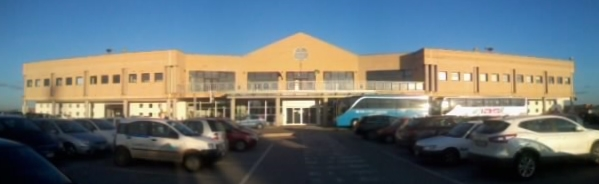
Aeroporto di Crotone

La regione è dotata di tre aeroporti civili, un aeroporto militare, e sei aviosuperfici.
Aeroporti civili
- Aeroporto di Lamezia Terme (SUF): è il principale scalo della Calabria e uno dei primi del Mezzogiorno per traffico passeggeri. Lo scalo lametino effettua collegamenti di linea sia per voli nazionali che per voli internazionali e collegamenti charter organizzati dai tour operator per voli intercontinentali. Grazie alla sua posizione geografica centrale nella regione, e quindi facilmente raggiungibile, serve tutta la Calabria e anche alcuni comuni delle vicine regioni;
- Aeroporto di Reggio Calabria (REG): è il secondo aeroporto calabrese per numero di passeggeri, serve le città metropolitane di Reggio Calabria e Messina;
- Aeroporto di Crotone (CRV): è il terzo aeroporto calabrese per numero di passeggeri, serve la provincia di Crotone.

Di seguito si riporta la tabella con i dati complessivi del traffico passeggeri dei tre aeroporti negli ultimi dieci anni:
| Anno | Passeggeri |
| ---- | ---------- |
| 2017 | 2.926.645  |
| 2016 | 3.226.593  |
| 2015 | 2.835.064  |
| 2014 | 2.933.519  |
| 2013 | 2.772.029  |
| 2012 | 2.934.326  |
| 2011 | 2.985.389  |
| 2010 | 2.568.663  |
| 2009 | 2.208.460  |

Aeroporti militari
- Aeroporto ed eliporto militare di Vibo Valentia

Aviosuperfici
- Aviosuperficie Alicalabria - Rombiolo;
- Aviosuperficie Cosenza - Bisignano;
- Aviosuperficie Franca - Cotronei;
- Aviosuperficie Pasquale Domestico - Castrovillari;
- Aviosuperficie Scalea - Scalea;
- Aviosuperficie Sibari Fly - Cassano all'Ionio